# ディセント2
『ディセント2』（The Descent Part 2）は、2009年のイギリスのホラー映画。2005年の『ディセント』の続編。前作の監督のニール・マーシャルは製作総指揮に回り、編集のジョン・ハリスが監督する。

## ストーリー
あの洞窟から命からがら脱出してきたサラは保安官に保護されるも、ショックで記憶を失っており状況を説明することができなかった。残りの5人を救出するため、保安官たちはサラを連れてあの洞窟へと向かう。

## キャスト
| 役名               | 俳優                    | 日本語吹替   |
| ------------------ | ----------------------- | ------------ |
| サラ               | シャウナ・マクドナルド  | 加藤沙織     |
| ジュノ             | ナタリー・メンドーサ    |              |
| ダン               | ダグラス・ホッジ        | 向井修       |
| リオス             | クリステン・カミングス  | 斉藤梨絵     |
| ヴェインズ保安官   | ギャヴァン・オハーリー  | 曵地伸之     |
| グレッグ           | ジョシュア・ダラス      | 佐藤拓也     |
| キャス             | アンナ・スケラーン      | うさみともこ |
| サム               | マイアンナ・バリング    |              |
| ホリー             | ノラ＝ジェーン・ヌーン  |              |
| ベス               | アレックス・リード      |              |
| レベッカ           | サスキア・マルダー      |              |
| ロジャー・ペイン   | ダグ・バラード          |              |
| ライリー・カプラン | マック・マクドナルド    |              |
| エド・オズワルド   | マイケル・J・レイノルズ |              |

## スタッフ
- 監督・編集：ジョン・ハリス
- 製作総指揮：ポール・スミス、ニール・マーシャル
- 製作：クリスチャン・コルソン、イヴァナ・マッキノン
- アソシエイト・プロデューサー：ディアマド・マッケオン
- プロダクションデザイン：サイモン・ボウルズ
- 衣装デザイン：ナンシー・トンプソン
- ヘアメイク：クラリス・ギル
- キャスティング：ゲイル・スティーヴンス